# غلنغو (مغوية)
غلنغو (بالفارسية: گلنگو) هي قرية تقع في إيران في الناحية المركزية. يقدر عدد سكانها بـ 30 نسمة .